# Atossa (filha de Artaxerxes II)
Atossa (em persa antigo: *Utauθa; em avéstico: Hutaosā) foi uma princesa aquemênida, filha e esposa do rei persa Artaxerxes II, bem como irmã e possível esposa de seu sucessor Artaxerxes III.
Atossa havia sido prometida como esposa ao nobre Tiribazo por seu pai. No entanto, foi o próprio rei quem se apaixonou por sua própria filha e até mesmo se casou com ela contra todas as leis e costumes persas. Mas Artaxerxes II fez com que juízes persas lhe garantissem que, como o grande rei, ele estava acima de todas as leis e tinha permissão para se casar com quem quisesse, incluindo sua própria filha. Dizem que seu amor por ela foi tão grande que ele dormiu com ela mesmo quando ela estava com lepra. Este relacionamento incestuoso, sem precedentes até então, foi significativamente apoiado pela rainha-mãe Parisátide, que esperava que tivesse uma influência crescente em seu filho. Artaxerxes II mais tarde também se casou com sua segunda filha Amástris.
Entre seus irmãos, Atossa apoiou na linha de sucessão o caçula Oco (mais tarde Artaxerxes III), com quem teria tido um caso secreto, contra o mais velho Dario. Para fazer isso, ela aproveitou seu relacionamento com seu pai para deixar Oco ascender ao trono a seu favor. Oco assumiu o trono, mas após a morte dele em 338 a.C., Atossa, assim como muitos outros membros da família, foi assassinada.

## Literatura
- Carsten Binder: Plutarchs Vita des Artaxerxes: Ein historischer Kommentar. Walter de Gruyter, 2008, S. 309–311.